# Віндзор (Пенсільванія)
Віндзор (англ. Windsor) — місто (англ. borough) в США, в окрузі Йорк штату Пенсільванія. Населення — 1358 осіб (2020).

## Географія
Віндзор розташований за координатами 39°54′59″ пн. ш. 76°35′2″ зх. д. / 39.91639° пн. ш. 76.58389° зх. д. (39.916275, -76.583968).  За даними Бюро перепису населення США в 2010 році місто мало площу 1,42 км², уся площа — суходіл.

## Демографія
Згідно з переписом 2010 року, у селищі мешкало 1319 осіб у 492 домогосподарствах у складі 339 родин. Густота населення становила 929 осіб/км².  Було 533 помешкання (375/км²).
Расовий склад населення:
| - 96,1 % — білих - 1,1 % — чорних або афроамериканців - 0,4 % — азіатів - 0,1 % — корінних американців - 1,2 % — осіб інших рас |

До двох чи більше рас належало 1,1 %. Частка іспаномовних становила 3,6 % від усіх жителів.
За віковим діапазоном населення розподілялося таким чином: 27,0 % — особи молодші 18 років, 64,6 % — особи у віці 18—64 років, 8,4 % — особи у віці 65 років та старші. Медіана віку мешканця становила 31,5 року. На 100 осіб жіночої статі у селищі припадало 99,2 чоловіків;  на 100 жінок у віці від 18 років та старших — 96,5 чоловіків також старших 18 років.
Середній дохід на одне домашнє господарство  становив 48 726 доларів США (медіана — 38 828), а середній дохід на одну сім'ю — 57 285 доларів (медіана — 42 250). Медіана доходів становила 36 389 доларів для чоловіків та 26 492 долари для жінок. За межею бідності перебувало 22,3 % осіб, у тому числі 35,9 % дітей у віці до 18 років та 4,8 % осіб у віці 65 років та старших.
Цивільне працевлаштоване населення становило 638 осіб. Основні галузі зайнятості: виробництво — 31,0 %, освіта, охорона здоров'я та соціальна допомога — 17,7 %, роздрібна торгівля — 10,5 %, мистецтво, розваги та відпочинок — 8,8 %.